# إدغاردو نيفا
إدغاردو نيفا (بالإسبانية: Edgardo Nieva)‏ (19 مارس 1951 - 31 أغسطس 2020)، هو ممثل أرجنتيني. توفي بسبب السرطان في 31 أغسطس 2020 في مؤسسة فافالورو بالعاصمة الأرجنتينية.